# Scrapter viciniger
Scrapter viciniger är en biart som beskrevs av Davies 2006. Scrapter viciniger ingår i släktet Scrapter och familjen korttungebin. Inga underarter finns listade i Catalogue of Life.